# غوشين (كنتاكي)
غوشين (بالإنجليزية: Goshen, Kentucky)‏ هي مدينة تقع في مقاطعة أولدهام، كنتاكي بولاية كنتاكي في وسط جنوب شرق الولايات المتحدة. تبلغ مساحة هذه المدينة 0.5 (كم²)، وترتفع عن سطح البحر 207 م، بلغ عدد سكانها 907 نسمة في عام 2000 حسب إحصاء مكتب تعداد الولايات المتحدة وتصل الكثافة السكانية فيها 1797.6 نسمة/كم2.

## وصلات خارجية
- The US50 - Cities and Towns in Kentucky State